# Lori Goldston
Lori Goldston é uma violoncelista norte-americana, conhecida pelas participações com o Nirvana entre 1993 e 1994. Dentre as apresentações que fez parte, a mais lembrada é a do álbum MTV Unplugged in New York.

## Discografia
Os álbuns que ela aparece :
- Nirvana 1994 live album MTV Unplugged in New York.
- David Byrne 1997 album Feelings.[1]
- Old Joe Clarks 1999 album Metal Shed Blues.[2]
- Jeff Greinke 1999 album Ride.[3]
- Marco deCavalho 2003 album For the Moment.[4]
- Heather Duby 2003 album Come Across the River.[5]
- Mark Quint 2004 album Principal of Uncertainty.[6]
- Laura Veirs 2004 album Carbon Glacier.[7]
- Com a Black Cat Orchestra ela colaborou com a cantora Mirah para liberar  To All We Stretch the Open Arm , em 2004. Mais tarde, como parte da Spectratone International, ela colaborou com Mirah novamente no álbum de 2007  Share This Place: Stories and Observations .
- Wedding Present 2005 album Take Fountain.[8] Ela também apareceu em seu DVD de 2006 Search for Paradise.[9]
- Laura Love 2005 album Octoroon.[10]
- Paul Manousos 2006 album  For Better or Worse.[11]
- Parenthetical Girls 2008 album Entanglements.[12]
- The Dead Science 2008 album Vilainaire.[13]
- Trombone Cake 2008 E.P. Self Titled.[14]
- Earth 2011 album Angels of Darkness, Demons of Light I[15]
- Nirvana's 2013 DVD liberando Live and Loud.